# Mark Macon
Pour les articles homonymes, voir Macon.
Mark L. Macon, né le 14 avril 1969 à Saginaw au Michigan, est un ancien joueur américain de basket-ball.
Macon, meneur de jeu mesurant 1.93 m et pesant 84 kg, évolue dans l'équipe universitaire des Temple Owls des l'université Temple aux côtés des futurs joueurs professionnels Aaron McKie et Eddie Jones. Il est sélectionné par les Denver Nuggets au 1er tour (8e rang) de la draft 1991. Il joue six saisons pour les Nuggets et les Detroit Pistons, pour une moyenne de 6,7 points par match.